# Elizabeth Jennings
Elizabeth Joan Jennings CBE (* 18. Juli 1926 in Boston, Lincolnshire; † 26. Oktober 2001 in Bampton, Oxfordshire) war eine britische Dichterin.

## Leben
Jennings wurde 1926 als jüngere Tochter des Arztes Henry Cecil Jennings (1893–1967), Medical Officer of Health für Oxfordshire, und (Helen) Mary, geborene Turner, geboren. Als sie sechs Jahre alt war, zog ihre Familie nach Oxford, wo sie für den Rest ihres Lebens blieb. Dort besuchte sie später das St Anne’s College. Nach ihrem Abschluss wurde sie Schriftstellerin.
Jennings’ frühe Gedichte wurden in Zeitschriften wie Oxford Poetry, New English Weekly, The Spectator, Outposts oder Poetry Review veröffentlicht, aber ihr erstes Buch veröffentlichte sie erst 1953, mit 27 Jahren. Es erhielt im selben Jahr den Preis des Arts Council of Great Britain für das beste lyrische Erstlingswerk. Als lyrische Dichter, die sie beeinflussten, nannte sie Gerard Manley Hopkins, W. H. Auden, Robert Graves und Edwin Muir. Ihr zweites Buch, A Way of Looking, gewann 1955 den Somerset Maugham Award und markierte einen Wendepunkt, denn das Preisgeld ermöglichte ihr einen fast dreimonatigen Aufenthalt in Rom. Die Reise brachte eine neue Dimension in ihren religiösen Glauben und beflügelte ihre Fantasie. 1987 erhielt sie den WH Smith Literary Award für die Sammlung Collected Poems 1953–1985.
Jennings hatte Schwierigkeiten, die praktischen Aspekte ihrer Karriere und ihres Lebens zu bewältigen. Sie verarmte und kämpfte mit ihrer geistigen Gesundheit, und ihre persönlichen Schwierigkeiten schadeten ihrem kritischen Ruf. Als sie 1992 von der Königin als Commander of the Order of the British Empire geehrt wurde, trug sie „eine Strickmütze, einen Dufflecoat und Segeltuchschuhe“. Die Boulevardpresse verspottete sie als the bag-lady of the sonnets, eine Bezeichnung, die an ihr haften blieb. Die letzten Jahre ihres Lebens verbrachte sie in verschiedenen Wohnheimen. Kurz vor ihrem Tod wurde sie mit dem Doctor of Divinity ehrenhalber der University of Durham geehrt. Sie starb in einem Pflegeheim in Bampton in Oxfordshire. Sie ist auf dem Wolvercote Cemetery in Oxford begraben.
Jennings, die eher als Traditionalistin denn als Innovatorin gilt, ist für ihre Lyrik und die Beherrschung der Form bekannt. Ihr Werk zeichnet sich durch eine Einfachheit von Metrum und Reim aus, die sie mit Philip Larkin, Kingsley Amis und Thom Gunn teilt, die alle zur Gruppe der englischen Dichter gehören, die als The Movement bekannt sind. Sie hat immer deutlich gemacht, dass ihr Leben, auch mit der schweren psychischen Erkrankung, zwar zu den Themen ihres Werks beigetragen hat, sie aber keine explizit autobiografischen Gedichte schrieb. Ihr tief verwurzelter römischer Katholizismus prägte einen Großteil ihres Werks.
Ihr Leben und ihre Karriere wurden 2018 von Dana Gioia gewürdigt, der sagte: „Trotz ihres Versagens im Weltlichen, war ihre künstlerische Karriere ein stetiger Erfolgskurs. Jennings gehört zu den besten britischen Dichtern der zweiten Hälfte des zwanzigsten Jahrhunderts. Sie ist auch Englands beste katholische Dichterin seit Gerard Manley Hopkins.“

## Werke
Gedichtsammlungen
- Poems. Fantasy Press, Oxford 1953.
- A Way of Looking. André Deutsch, London 1955.
- A Sense of the World. André Deutsch, London 1958.
- Song For a Birth or a Death. André Deutsch, London 1961.
- The Sonnets of Michelangelo (Übersetzung). Folio Society, London 1961.
- Recoveries. André Deutsch, London 1964.
- The Mind has Mountains. Macmillan Publishers, London 1966.
- The Secret Brother and Other Poems for Children. Macmillan Publishers, London 1966.
- Collected Poems 1967. Macmillan Publishers, London 1967.
- The Animals' Arrival. Macmillan Publishers, London 1969.
- Lucidities. Macmillan Publishers, London 1970.
- Relationships. Macmillan Publishers, London 1972.
- Growing Points. Carcanet Press, Cheadle 1975.
- Consequently I Rejoice. Carcanet Press, Cheadle 1977.
- After the Ark. Oxford University Press, Oxford 1978.
- Selected Poems. Carcanet Press, Cheadle 1979.
- Moments of Grace. Carcanet, Manchester 1980.
- Celebrations and Elegies. Carcanet, Manchester 1982.
- Extending the Territory. Carcanet, Manchester 19850.
- Collected Poems 1953–1985. Carcanet, Manchester 1986.
- An Oxford cycle Poems.Thornton's, Oxford 1987.
- Tributes. Carcanet, Manchester 1989.
- Times and Seasons. Carcanet, Manchester 1992.
- Familiar Spirits. Carcanet, Manchester 1994.
- In the Meantime. Carcanet, Manchester 1996.
- A Spell of Words: Selected Poems for Children. Macmillan Publishers, London 1997.
- Praises. Carcanet, Manchester 1998.
- Timely Issues. Carcanet, Manchester 2001.
- New Collected Poems. Carcanet, Manchester 2001.
- Elizabeth Jennings: The Collected Poems. Carcanet, Manchester 2012.

Herausgeberschaften
- The Batsford Book of Children's Verse Batsford, London 1958.
- An Anthology of Modern Verse: 1940–1960. Methuen Publishing, London 1961.
- Wuthering Heights and Selected Poems by Emily Brontë. Pan Books, London 1967.
- A Choice of Christina Rossetti's Verse. Faber and Faber, London 1970.
- The Batsford Book of Religious Verse. Batsford, London 1981.
- A Poet's Choice. Carcanet, Manchester 1996.

Essays und andere Sachbeiträge
- The Difficult Balance. In: London Magazine. Nr. 6.9, 1959, S. 27–30.
- The Restoration of Symbols: The Poetry of David Gascoyne. In: Twentieth Century. Band 165, Juni 1959, S. 567–577.
- Let's Have Some Poetry! Museum Press, London 1960.
- Poetry and Mysticism: on re-reading Bremond. In: Dublin Review. Band 234, 1960, S. 84–91.
- The Unity of Incarnation: a study of Gerard Manley Hopkins. In: Dublin Review. Band 234, 1960, S. 170–184.
- Every Changing Shape: Mystical Experience and the Making of Poems. André Deutsch, London 1961.
- Poetry Today. Hrsg.: British Council and National British League. Longmans, Green and Co., London 1961.
- Emily Dickinson and the Poetry of the Inner Life. In: Review of English Literature. Nr. 3.2, April 1962, S. 78–87.
- Frost. Oliver and Boyd, Edinburgh 1964.
- Christianity and Poetry. Burns & Oates, London 1965.
- Reaching into Silence: a study of eight twentieth-century visionaries. Barnes & Noble, New York City 1974.
- Seven Men of Vision: an appreciation. Visa Press, London 1976.
- The State of Poetry. In: Agenda. Nr. 27.3, 1989, S. 40–41.